# Ilya Kharun
Ilya Kharun (* 7. Februar 2005 in Montreal) ist ein kanadischer Schwimmer, der zwei olympische Bronzemedaillen gewann. Er erschwamm bis 2024 bei Weltmeisterschaften eine Silber- und eine Bronzemedaille auf der 25-Meter-Bahn.

## Sportliche Karriere
Kharuns Eltern waren beim Cirque du Soleil. Kharun wuchs in Las Vegas auf und startet seit 2022 international für Kanada. Er studiert und schwimmt an der Arizona State University. 2024 gewann er seinen ersten Meistertitel der National Collegiate Athletic Association.
Im Dezember 2022 bei den Kurzbahnweltmeisterschaften in Melbourne belegte Kharun den fünften Platz mit der 4-mal-100-Meter-Freistilstaffel. Über 200 Meter Schmetterling wurde er Achter. Mit der 4-mal-200-Meter-Freistilstaffel schwamm Kharun auf den siebten Rang und mit der 4-mal-100-Meter-Lagenstaffel wurde er Sechster. Im Finale über 100 Meter Schmetterling gewann der Südafrikaner Chad Le Clos, Kharun wurde in 49,03 Sekunden Zweiter und stellte dabei einen Juniorenweltrekord auf. Die 4-mal-50-Meter-Mixed-Lagenstaffel mit Ingrid Wilm, Javier Acevedo, Ilya Kharun und Rebecca Smith erreichte das Finale mit der achtbesten Vorlaufzeit. Im Endlauf schwammen Kylie Masse, Javier Acevedo, Ilya Kharun und Margaret Mac Neil zwei Sekunden schneller als die Vorlaufstaffel und wurden Dritte hinter dem US-Team und der italienischen Staffel. Alle sechs Beteiligten aus Kanada erhielten eine Bronzemedaille.
2023 bei den Weltmeisterschaften in Fukuoka schied Kharun über 50 Meter Schmetterling und über 100 Meter Schmetterling im Halbfinale aus, wobei ihm als Halbfinalneuntem über 100 Meter 0,06 Sekunden zum Finaleinzug fehlten. Über 200 Meter Schmetterling erreichte Kharun das Finale und wurde zeitgleich mit Thomas Heilman aus den Vereinigten Staaten Vierter mit 0,16 Sekunden Rückstand auf den Drittplatzierten.
Bei den Olympischen Spielen in Paris siegte über 200 Meter Schmetterling der Franzose Léon Marchand vor dem Ungarn Kristóf Milak. Eine Sekunde hinter dem Ungarn wurde Kharun Dritter und hatte seinerseits über eine Sekunde Vorsprung vor dem viertplatzierten Polen Michał Chmielewski. Über 100 Meter Schmetterling siegte Kristóf Milak knapp vor dem Kanadier Joshua Liendo, 0,46 Sekunden hinter seinem Landsmann und 0,10 Sekunden vor dem Schweizer Noè Ponti schlug Kharun als Dritter an. Die Lagenstaffel mit Blake Tierney, Finlay Knox, Ilya Kharun und Joshua Liendo belegte den fünften Platz.